# Ephraim Oloff
Ephraim Oloff (* 27. September 1685 bei Warschau; † 15. Juni 1735 in Thorn) war ein deutscher lutherischer Pfarrer, Bibliograph und Hymnologe.

## Leben
Ephraim Oloff wurde auf einer Reise seiner Mutter auf der Weichsel, etwa 8 Meilen (40 Kilometer) hinter Warschau geboren. Sein Vater Martin Oloff war zu dieser Zeit Prediger in Wengrow, wohin sie fahren wollte.
1694 zog die Familie nach Thorn, seit dieser Zeit besuchte der Junge das dortige Gymnasium. 1706 schloss er es ab und begann ein Studium der Evangelischen Theologie an der Universität Leipzig.
1712 wurde Ephraim Oloff als Professor an das Gymnasium in Thorn berufen. Dort lehrte er polnische Sprache, aber auch hebräische Sprache, Geschichte und Geographie.
Seit 1713 war er deutscher und polnischer Prediger an der lutherischen Heilig-Geist-Kirche in Elbing. Dort heiratete er 1714 die Kaufmannstochter Christina Grass.
1721 wurde Oloff deutscher und polnischer Prediger an der Dreifaltigkeitskirche in Thorn. 1724 wurde er während der Unruhen in der Stadt angeklagt, es konnte ihm aber keine Beteiligung an den Vorgängen nachgewiesen werden. Er floh trotzdem in das benachbarte Königreich Preußen. Nachdem ihn das Thorner Gericht freigesprochen hatte, kehrte er 1725 mit einem Geleitbrief von König Friedrich Wilhelm  in die Stadt zurück und konnte wieder als evangelischer Prediger tätig sein. Hier starb er 1735.

## Wissenschaftliche Tätigkeit
Oloff war neben seiner beruflichen Tätigkeit ein leidenschaftlicher Bibliograph. Er beschäftigte sich mit der Thorner Reformationsgeschichte. Eine später verlorengegangene Handschrift beschäftigte sich mit der Geschichte des polnischen Druckereiwesens. 1727 erschien die Sammlung deutscher Lieder in polnische Sprache übersetzt.
Oloffs größte Leistung war die wissenschaftliche Vorbereitung der polnischen Hymnologie, die nach seinem Tod 1744 in Danzig unter dem Titel Polnische Liedergeschichte von polnischen Kirchengesängen und derselben Dichter und Übersetzer erschien.